# Uganda na letnich igrzyskach olimpijskich
Uganda na letnich igrzyskach olimpijskich – ogólne statystyki występów sportowców reprezentujących Ugandę na letnich igrzyskach olimpijskich. Reprezentanci Ugandy występują na letnich igrzyskach olimpijskich od 1956 roku. Najmłodszym zawodnikiem reprezentującym Ugandę był Charles Lubulwa (15 lat), który brał udział w zawodach bokserskich podczas igrzysk w Moskwie. Najstarszym zawodnikiem był Elly Kitamireke (41 lat), który startował w hokeju na trawie podczas igrzysk w Monachium.

## Klasyfikacje medalowe

### Klasyfikacja według igrzysk
| Miejsce             |   |   |   | Razem |
| ------------------- | - | - | - | ----- |
| 1956 Melbourne      | 0 | 0 | 0 | 0     |
| 1960 Rzym           | 0 | 0 | 0 | 0     |
| 1964 Tokio          | 0 | 0 | 0 | 0     |
| 1968 Meksyk         | 0 | 1 | 1 | 2     |
| 1972 Monachium      | 1 | 1 | 0 | 2     |
| 1980 Moskwa         | 0 | 1 | 0 | 1     |
| 1984 Los Angeles    | 0 | 0 | 0 | 0     |
| 1988 Seul           | 0 | 0 | 0 | 0     |
| 1992 Barcelona      | 0 | 0 | 0 | 0     |
| 1996 Atlanta        | 0 | 0 | 1 | 1     |
| 2000 Sydney         | 0 | 0 | 0 | 0     |
| 2004 Ateny          | 0 | 0 | 0 | 0     |
| 2008 Pekin          | 0 | 0 | 0 | 0     |
| 2012 Londyn         | 1 | 0 | 0 | 1     |
| 2016 Rio de Janeiro | 0 | 0 | 0 | 0     |
| RAZEM               | 2 | 3 | 2 | 7     |

### Klasyfikacja według dyscyplin sportowych
| Dyscyplina    | Złoto | Srebro | Brąz | Razem |
| ------------- | ----- | ------ | ---- | ----- |
| Lekkoatletyka | 2     | 0      | 1    | 3     |
| Boks          | 0     | 3      | 1    | 4     |
| Razem         | 2     | 3      | 2    | 7     |

### Pozycje w klasyfikacjach medalowych
| IO      | Uczestnicy | Miejsce |
| ------- | ---------- | ------- |
| IO 1956 | 72         | –       |
| IO 1960 | 83         | –       |
| IO 1964 | 93         | –       |
| IO 1968 | 112        | 34.     |
| IO 1972 | 121        | 24.     |
| IO 1980 | 80         | 32.     |
| IO 1984 | 140        | –       |
| IO 1988 | 153        | –       |
| IO 1992 | 173        | –       |
| IO 1996 | 197        | 71.     |
| IO 2000 | 199        | –       |
| IO 2004 | 201        | –       |
| IO 2008 | 204        | –       |
| IO 2012 | 204        | 50.     |
| IO 2016 | 207        | –       |

## Statystyki

### Liczba reprezentantów według igrzysk
| IO      | Dyscypliny | Konkurencje | Uczestnicy | Uczestnicy | Uczestnicy |
| IO      | Dyscypliny | Konkurencje | Mężczyźni  | Kobiety    | Razem      |
| ------- | ---------- | ----------- | ---------- | ---------- | ---------- |
| IO 1956 | 1          | 5           | 3          | 0          | 3          |
| IO 1960 | 2          | 11          | 10         | 0          | 10         |
| IO 1964 | 2          | 14          | 11         | 2          | 13         |
| IO 1968 | 2          | 14          | 11         | 0          | 11         |
| IO 1972 | 3          | 19          | 31         | 2          | 33         |
| IO 1980 | 2          | 13          | 12         | 0          | 12         |
| IO 1984 | 5          | 24          | 24         | 2          | 26         |
| IO 1988 | 3          | 22          | 20         | 4          | 24         |
| IO 1992 | 3          | 9           | 6          | 2          | 8          |
| IO 1996 | 4          | 9           | 7          | 3          | 10         |
| IO 2000 | 5          | 13          | 9          | 4          | 13         |
| IO 2004 | 4          | 10          | 9          | 2          | 11         |
| IO 2008 | 4          | 10          | 9          | 2          | 11         |
| IO 2012 | 4          | 12          | 11         | 4          | 15         |
| IO 2016 | 3          | 4           | 14         | 7          | 21         |
| RAZEM   | RAZEM      | RAZEM       | 187        | 34         | 221        |

### Liczba reprezentantów według dyscyplin
| Dyscyplina           | Mężczyźni | Kobiety | Razem |
| -------------------- | --------- | ------- | ----- |
| Badminton            | 0         | 1       | 1     |
| Boks                 | 58        | 0       | 58    |
| Hokej na trawie      | 10        | 0       | 10    |
| Kolarstwo            | 2         | 0       | 2     |
| Lekkoatletyka        | 60        | 21      | 81    |
| Łucznictwo           | 1         | 0       | 1     |
| pływanie             | 6         | 3       | 9     |
| Podnoszenie ciężarów | 5         | 1       | 6     |
| Tenis stołowy        | 1         | 2       | 3     |
| RAZEM                | 143       | 28      | 171   |

## Medaliści letnich igrzysk olimpijskich z Ugandy

### Złote medale
- John Akii-Bua – lekkoatletyka, bieg na 400 metrów przez płotki – Monachium 1972
- Stephen Kiprotich – lekkoatletyka, bieg maratoński – Londyn 2012

### Srebrne medale
- Eridadi Mukwanga – boks, waga kogucia – Meksyk 1968
- Leo Rwabwogo – boks, waga musza – Monachium 1972
- John Mugabi – boks, waga półśrednia – Moskwa 1980

### Brązowe medale
- Leo Rwabwogo – boks, waga musza – Meksyk 1968
- Davis Kamoga – lekkoatletyka, bieg na 400 metrów – Atlanta 1996